# 劉廣生
劉廣生（1565年—1639年），字载甫，别号海舆，河南汝寧府信阳州罗山县人，明朝政治人物。

## 生平
廣生以選貢登万历二十八年（1600年）庚子科河南乡试亞魁，二十九年（1601年）以《春秋》聯捷辛丑科進士，起家南刑部主事，升本部郎。在曹谳狱明允，奉诏决囚平反为多，三十七年己酉分房楚闱，称得人，擢常州知府。常剧郡也，夙案山积，莅任三月为之一清，挫击豪强不遗馀力，奸顽屏迹。月三课士，校雠高下，秋毫无爽。一时文人蔚起，其首授士陈组绶以是科解南都，以科第名者蝉联屡叶焉。举天下卓异第一。赐宴纪录，去之日，常人生祠尸祝之。四十六年晋两浙督学使，惟才是取，从不曲徇私请。一笔衡文，亦从不假借人手，以积劳成疴，回籍调理。天启二年（1622年）起陕西庆阳兵备参政，防边有法，河套款伏，无鸣镝之警。监司郧襄、兖东，臬藩秦楚，咸有威惠。时值流氛初炽，朝廷西顾，盱衡非公莫可辨贼者。遂以秦左藩（陕西左布政使）擢开府（陕西巡撫），选将练兵，广设方略，所招抚大股寇渠王左挂、点灯儿等，馀党扑剿殆尽。屡奉温旨，舆疾乞归。寇锋复炽，毒流中州，起户部左侍郎，召对平台称旨，升南刑部尚书。崇禎十年丁丑正月十四日，真阳土贼盛宏如領賊四五萬，围攻县城五昼夜，广生与县令周运泰同诸生协集士民，昼夜拒守，至十九日始去，城赖以全。崇禎十二年卒，年七十有五。剔历中外四十馀年，廉以律己，诚以事上，著于瞻听，奏疏诗文甚富。

## 家族
祖刘容（？-1584年），嘉靖庚子舉人，歷官黄州府通判、同知、南京户部员外郎、榷税杭州，廣南知府，萬曆十年进阶中宪大夫，甲申五月卒，祖母姜氏；父刘思永，俱赠湖廣右布政使。
子五人，长子刘梦谦自有传，次子梦兴、梦淑、梦同、梦选。